# GINAF
GINAF je výrobce nákladních automobilů se sídlem a továrnou v nizozemském městě Veenendaal v provincii Utrecht. Wuf a Adrie van Ginkelové založili v roce 1948 společnost, původně jako dealerskou pro nákladní automobily. Na začátku 60. let 20. století se rozjela vlastní výroba nákladních vozů a firma se přejmenovala na Van Ginkels Automobiel Fabriek (zkráceně GINAF). Používají se komponenty společnosti DAF, např. kabiny, proto se vozy obou firem vzhledově podobají.
V roce 2011 převzala GINAF čínská firma Chinese Hi-Tech Group Corporation (CHTGC).
Vozy GINAF se účastní rallye Paříž–Dakar.

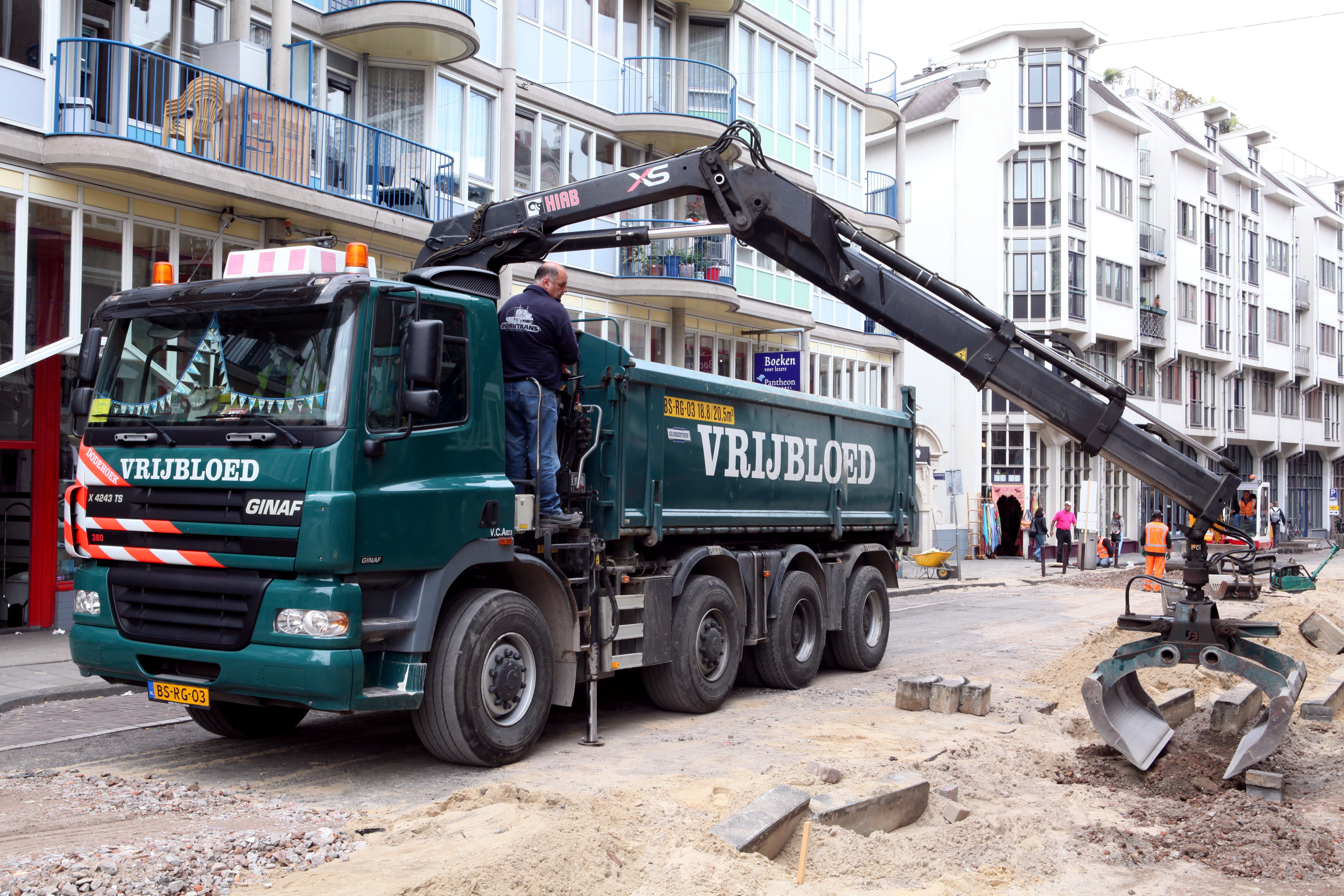
GINAF X 4243 TS
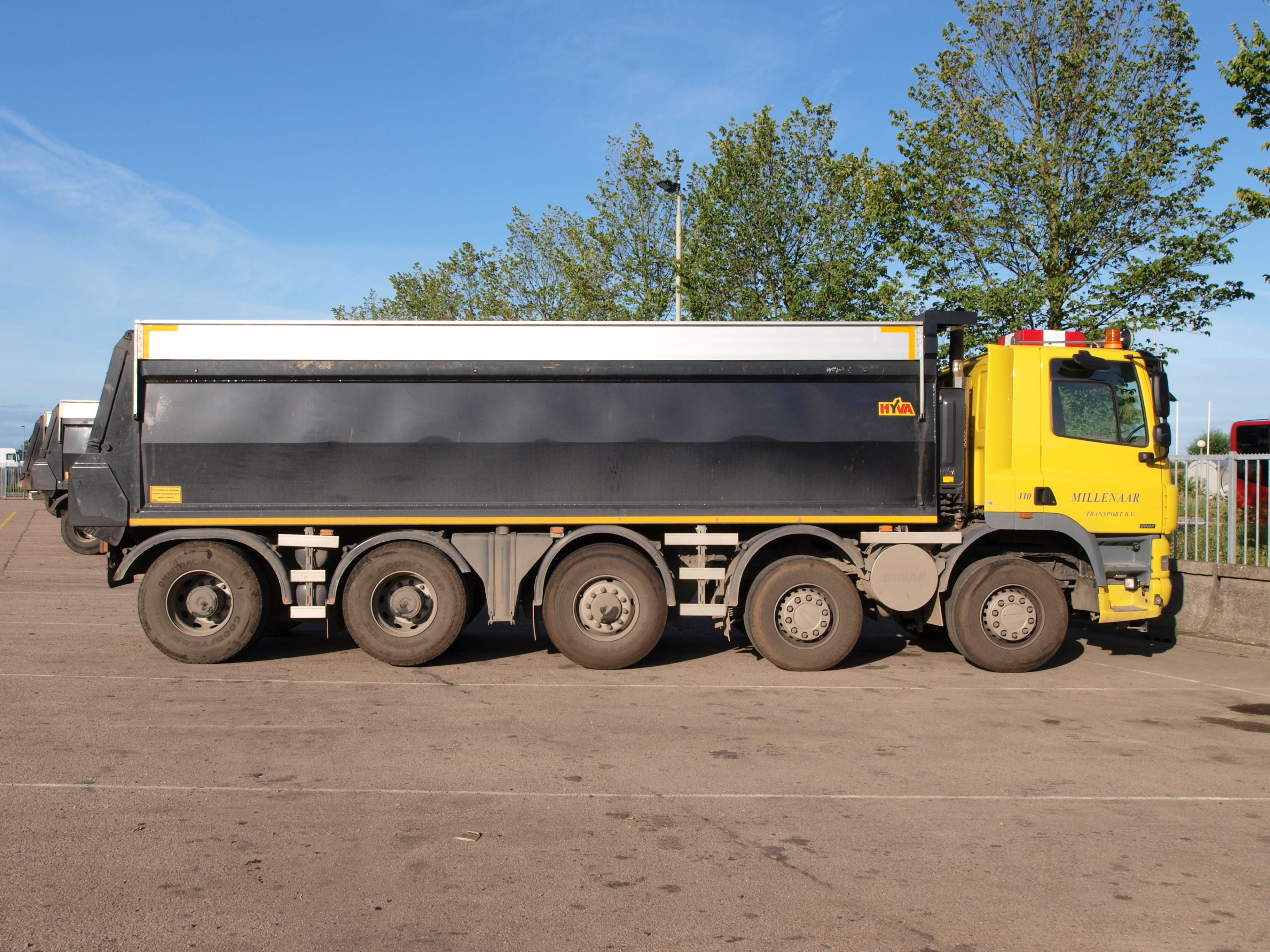
GINAF X 5250 TS
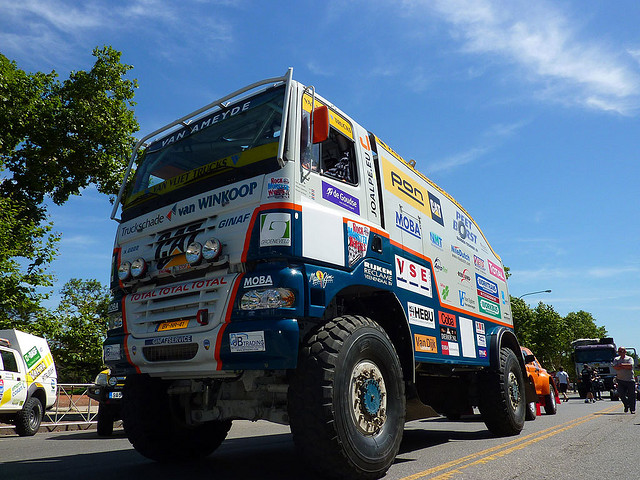
Vůz GINAF pro rallye Paříž–Dakar  v roce 2010